# کوه آنجلیز
کوه آنجلیز (به انگلیسی: Mount Angeles) یک کوه در ایالات متحده آمریکا است که در واشینگتن واقع شده‌است. کوه آنجلیز ۱٬۹۶۷٫۲ متر بالاتر از سطح دریا واقع شده‌است.